# ستيفن إي. كالفرت
ستيفن إي. كالفرت هو جيولوجي كندي، ولد في 30 ديسمبر 1935 في لندن في المملكة المتحدة.
1. ↑   https://gac.ca/about/grants-awards/logan-medal/. {{استشهاد ويب}}: |url= بحاجة لعنوان (مساعدة) والوسيط |title= غير موجود أو فارغ (من ويكي بيانات) (مساعدة)